# Briefbogen

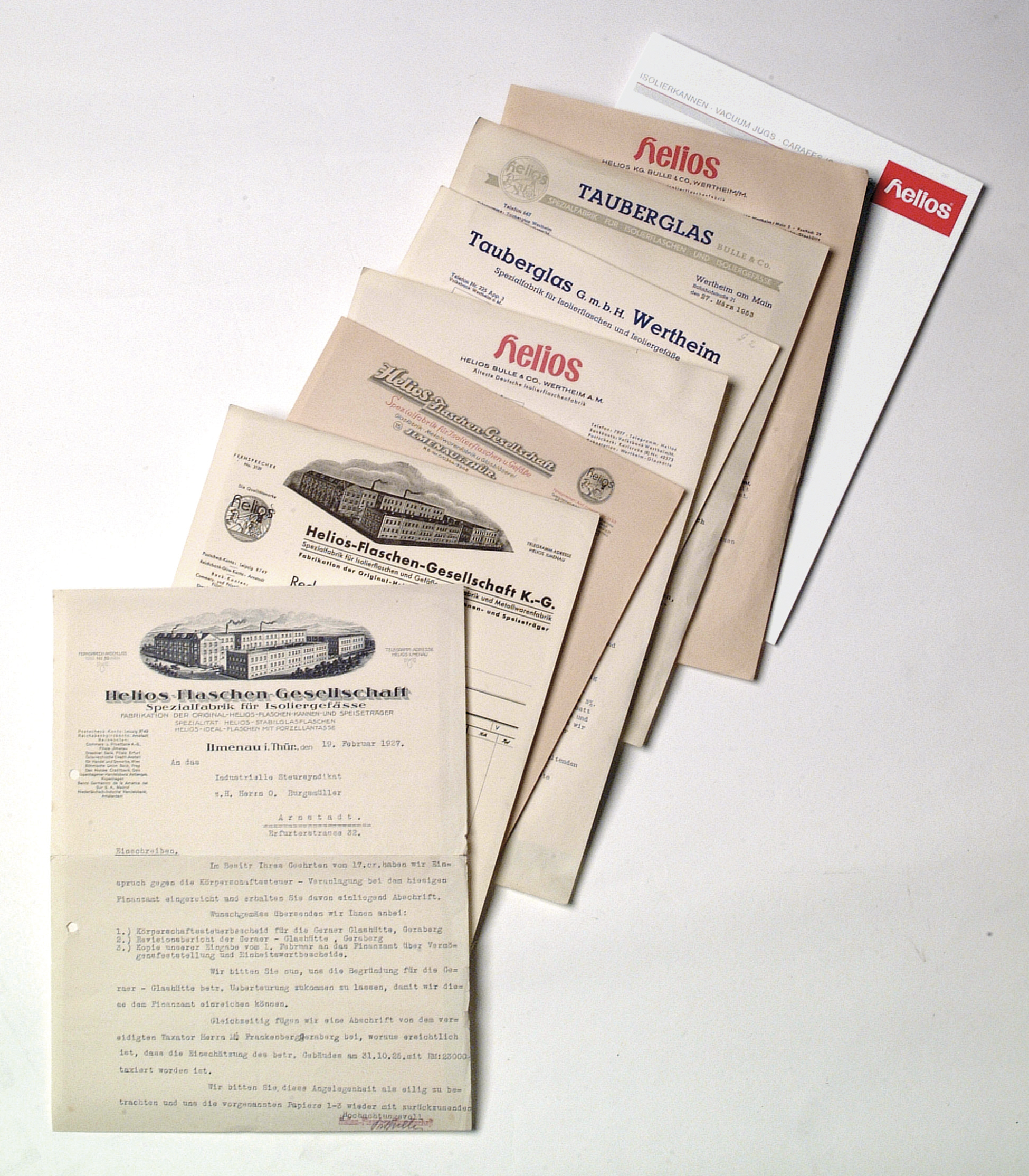
Briefpapier im Laufe der Zeit

Der Briefbogen oder das Briefpapier oder der Kopfbogen ist ein ein- oder beidseitig vorgedruckter Formatpapierbogen für die private oder geschäftliche briefliche Korrespondenz, dem individuell ein Text und/oder Daten hinzugefügt werden müssen. Der Briefbogen dient der Arbeitsvereinfachung im Büro und dem Corporate Design des Absenders. Der Briefbogen ist ein endbeschnittenes und ausgerüstetes Rohprodukt.

## Aussehen
Briefbogen bestehen in der Regel aus besserem Schreib- oder Kopierpapier mit einem zuvor in einem beliebigen Druckverfahren aufgebrachten Briefkopf, der meist relevante Absenderangaben enthält. Das Geschäftsbriefpapier enthält typischerweise folgende Absenderangaben: den Unternehmensnamen mit Rechtsform, die Postanschrift, die Kommunikationsdaten (zum Beispiel Telefonnummer, E-Mail-Adresse und Telefax), ein Logo (falls üblich), ein reserviertes Feld für die Empfängeranschrift, eine Referenzzeile (Ihr Schreiben vom…, Ihr Zeichen vom…, Aktenzeichen, Sachbearbeiter, Datum), ein Textfeld sowie am Fuß die Besuchsadresse, die Bankverbindung und ggf. die Internetadresse sowie die Umsatzsteuer-Identifikationsnummer. Besteht eine Logografie, so wird diese meist oben aufgedruckt. Für den internen Gebrauch und die leichtere Archivierung sind oft kleine Sorter-, Falz- und/oder Perforationsmarken vorgedruckt. Auf der Rückseite können Zusatz- oder Werbeangaben in heller Schrift aufgebracht sein (zum Beispiel Allgemeine Geschäftsbedingungen oder Hinweise auf laufende Aktionen).
Geschäftsbriefpapier wird in Deutschland zumeist im Papierformat DIN A4 geschnitten und sollte mit gängigen Druckern oder der Schreibmaschine beschreibbar sein. Die Papierqualität sollte für leichte Beschreibbarkeit mit Flüssigschreibstoffen (Tinten, Tuschen), Trockentonern und Druckertinten sowie falzfähig und klanghart beschaffen sein. Insofern sollte man bei Briefbogen-Papier auf den Hinweis „Laser- und Inkjetdrucker geeignet“ achten. Üblich ist eine Fertigung des Papiers aus Nadelholzzellstoffen mit wesentlichen Zusätzen von Linters, Laubholzzellstoffen und Strohstoff. Briefbogenpapiere sind im Allgemeinen ungestrichen und vollgeleimt.
Die Gestaltung des Grundlayout und der Rand- beziehungsweise Feldmarken richtet sich in Deutschland nach der DIN 676, das anschließende Schreiben eines Briefs auf einen vorgedruckten Briefbogen nach DIN 5008-Musterbrief. Briefbögen im geschäftlichen Bereich sind im weitesten Sinne Formulare.
Privates Briefpapier enthält meist nur die Postanschrift und einige Telekommunikationsdaten. Bei Geschäftsbriefbogen sollte man darauf achten, dass je nach Rechtsform des Unternehmens bestimmte Angaben Pflicht sind, wie z. B. Geschäftsführer, Handelsregistereintrag, Ust.-ID-Nr. oder Steuer-Nummer. Natürlich gibt es viele weitere sinnvolle Adressdaten auf Briefbogen. Häufig werden auch Allgemeine Geschäftsbedingungen gleich auf der Rückseite von Briefbogen mit abgedruckt.
Eleganteres Briefpapier kann mit Wasserzeichen versehen oder besonders ausgerüstet (zum Beispiel Leinenprägung, Hammerschlag, eingeschöpfte Intarsien) sein. Der typische Grammaturbereich umfasst 70–120 g/m². Das Papier wird meist einfach auftragend und opaker als Druckpapier gefertigt. Beim Zuschnitt ist bei Briefbogen für die maschinelle Verarbeitung die Schmalbahn zu bevorzugen, damit sich das Papier insbesondere beim anschließenden Bedrucken mit einem Laserdrucker möglichst wenig wellt. Es wird bezüglich der Wasserzeichen noch zwischen den Qualitätsstufen „mit Durchlaufwasserzeichen“ und „mit Paßwasserzeichen“ beziehungsweise „mit Formatwasserzeichen“ unterschieden.
Das Standardpapier für Briefbogen wird auch als Offsetpapier bezeichnet. Höhere Qualitäten laufen unter der Rubrik Feinstpapiere. Eine bekannte, exklusive Papierqualität ist „echt handgeschöpft Bütten(papier) mit oder ohne Individualwasserzeichen“.
Die Briefbogen sollen dem Briefumschlag angepasst sein und höchstens zweimal im Wickelfalz, Leporello- oder Kreuzbruch gefaltet werden (Erscheinungsbild). Briefbögen im Format DIN A4 werden daher in Umschläge der Formate C6 (Postkartenformat mit Kreuzbruch) oder C6L (DIN lang) mit Wickel- oder Leporello-Faltung (auch „Zick-Zack-Falz“) kuvertiert. Für den einfachen Postverkehr sollte der Briefbogen nicht schwerer als 80 g/m² sein, da ansonsten ab drei Bogen im Kuvert Sonderporto anfällt.
Grußkarten und Beileidskarten sind den Briefbogen ähnlich, da sie ebenfalls Vordrucke für die (private) briefliche Korrespondenz sind. Sie sind allerdings deutlich kleiner im Format, oftmals vorgefalzt und bestehen aus höherwertigen Kartonen ab 120 g/m². Typisch für diese Art Vordrucke sind Grammaturen um 200–240 g/m² mit einseitigem Strich.

## Geschichte
Vordrucke im Briefverkehr sind seit dem 17. Jahrhundert in Italien bekannt. Vor allem während und nach der Französischen Revolution wurden sie dann weit verbreitet. Ihren Durchbruch erlebten sie jedoch erst aufgrund der 1796 bis 1798 von Alois Senefelder entwickelten Lithografie. Das 19. Jahrhundert war die Blütezeit reich gestalteter Briefköpfe, u. a. mit Werks- und Gebäudeansichten sowie allegorischen Darstellungen. 1911 wurde die edle Briefpapiermarke Basildon Bond eingeführt. Seit dem 18. Jahrhundert gibt es Briefpapier mit Trauerrand.

### Verschiedenes
Der 2003 verstorbene deutsche Wirtschaftsminister Jürgen Möllemann trat 1993 aufgrund der Briefbogen-Affäre von seinem Amt zurück, da er Briefpapier seines Ministeriums für Lobbyarbeit missbraucht hatte.